# Betto Cardoso
Betto Cardoso (São Paulo, 11 de Janeiro de 1986[carece de fontes?]) é o atual baterista da banda brasileira de heavy metal Project46, assumiu a percussão do Project46 após a saída de Henrique Pucci no final de 2016.
Betto foi um dos finalistas e o único brasileiro da na disputa para substituir Joey Jordison da banda americana Slipknot através do concurso realizado pela Sick Drummer Magazine.